# Palaquium sumatranum
Palaquium sumatranum är en tvåhjärtbladig växtart som beskrevs av William Burck. Palaquium sumatranum ingår i släktet Palaquium och familjen Sapotaceae. Inga underarter finns listade i Catalogue of Life.